# Moses Laufer
Moses Laufer est né en 1928 et mort le 21 juillet 2006 est un psychanalyste britannique.
Son nom est attaché à l'essor de la psychanalyse des adolescents à laquelle il a contribué de façon significative, y consacrant l'essentiel de sa carrière. Il fait ses études au Canada, travaille en Israël et s'installe à Londres, où il se forme comme psychanalyste à la Société britannique de psychanalyse, parallèlement à son travail social dans des quartiers défavorisés. Dans ses échanges avec Anna Freud, il a défendu la spécificité d'une psychanalyse à destination des adolescents.
En 1960, il contribue à l'ouverture d'un centre de consultation pour adolescents. Il œuvre au développement de centres similaires et de la reconnaissance des traitements d'adolescents. L'originalité de ses apports concerne la place du corps dans la psychopathologie des adolescents, et notamment l'utilisation de la notion de breakdown, une affection psychique ou psychologique en lien avec la dépression, pour cette catégorie d'âge.
Il a collaboré à la revue française Adolescence autour de François Ladame et d'autres analystes spécialisés dans la psychanalyse d'adolescents.

### Ouvrages
- (avec Eglé Laufer) Adolescence et rupture du développement, PUF, 1989  (ISBN 2130423434)
- Rupture du développement et traitement psychanalytique à l'adolescence, PUF, 1993  (ISBN 2130456960)
- Troubles psychiques chez les adolescents, Centurion, 1979  (ISBN 2227024003)
- The Breakdown, Adolescence, Psychoses, Monographie, 2002  (ISBN 2825708127)